# Mauborget
Mauborget är en ort och kommun i distriktet Jura-Nord vaudois i kantonen Vaud, Schweiz. Kommunen har 134 invånare (2023).